# Don Giovanni
Don Giovanni (KV527; potpuni naziv: Il dissoluto punito, ossia il Don Giovanni, doslovno "Kažnjeni razvratnik, ili Don Giovanni") je opera u dva čina s glazbom Wolfganga Amadeusa Mozarta i libretom Lorenza da Pontea. Premijerno je izvedena u praškom Državnom kazalištu, 29. listopada 1787.
Don Giovanni se naširoko smatra jednim od najvećih glazbenih djela ikad skladanim, i od opera zasnovanih na legendi o Don Juanu, Don Giovanni se smatra bez premca. Danski filozof Søren Kierkegaard je napisao dug esej u svojoj knjizi Enten/Eller (Ili/ili) u kojoj tvrdi da je Mozartov Don Giovanni najsavršenija opera ikad napisana. 
Finale, u kojem se Don Giovanni odbija pokajati, je postala zadivljujuća filozofska i artistička tema za mnoge pisce uključujući Georgea Bernarda Shawa, koji u Čovjek i superčovjek parodira operu (s eksplicitnim spominjanjem Mozartovih nota za finalnu scenu između Commendatorea i Don Giovannija).
Da Ponteov libreto je, poput mnogih iz tog vremena, opisan kao dramma giocoso: "giocoso" značeći razigran, komičan, i "dramma" označavajući operni tekst (kratica od "dramma per musica"). Mozart ga je u svoj katalog unio kao "opera buffa".
Filmska adaptacija opere se pojavila pod naslovom Don Giovanni 1979. u režiji Josepha Loseyja. Neki od velikih Don Giovannija na opernim pozornicama bili su basovi Ezio Pinza, Cesare Siepi i Norman Treigle, te baritoni Dietrich Fischer-Dieskau i Thomas Hampson. 

## Podaci o operi
- Naziv: Don Giovanni
- Originalni naziv: Il dissoluto punito ossia il Don Giovanni
- Jezik: talijanski
- Skladatelj: Wolfgang Amadeus Mozart
- Libreto: Lorenzo Da Ponte
- Datum praizvedbe: 29. listopada 1787.
- Mjesto praizvedbe: Prag, gradsko kazalište
- Trajanje: 165 minuta
- Mjesto radnje: Sevilla
- Vrijeme radnje: 17. stoljeće
- Uloge:

## Poznate arije
- "Notte e giorno faticar" - Leporello u prvom činu, scena I
- "Ah! chi mi dice mai" - Donna Elvira u činu I, scena II
- "Madamina, il catalogo è questo" - Leporello u činu I, scena II
- "Là ci darem la mano" - duet Don Giovannija i Zerline u 3. sceni 1. čina
- "Ah, fuggi il traditor" - Donna Elvira u činu I, scena III
- "Ho capito, signor, si" - Masetto u činu I, scena III
- "Fin ch'han dal vino" - Don Giovanni u činu I, scena V
- "Batti, batti, o bel Masetto" - Zerlina u činu I, scena V
- "Dalla sua pace" - Don Ottavio u činu I, scena IV
- "Don Ottavio...Or sai chi l'onore" - Donna Anna u činu I, scena IV
- "Deh, vieni alla finestra" - Don Giovanni u činu II, scena I
- "Meta di voi qua vadano" - Don Giovanni u činu II, scena I
- "Vedrai, carino" - Zerlina u činu II, scena I
- "Ah, pieta! Signori miei!" - Leporello u činu II, scena II
- "Il mio tesoro" - Don Ottavio u činu II, scena II
- "In quali...Mi tradi quell'alma ingrata" - Donna Elvira u činu II, scena III
- "Don Giovanni, a cena teco m'invitasti" - Don Giovanni, Leporello & Commendatore u činu II, scena IV
- "Troppo mi...Non mi dir" - Donna Anna u činu II, scena V

## Vanjske poveznice
- Metropolitan u Lisinskom: Sezona 2011./2012., programski vodič za operu Don Giovanni, www.lisinski.hr (pristupljeno: 21. ožujka 2020.)